# Charles-Eugène Morin
Charles-Eugène Morin, francoski general, * 1880, † 1940.